# 紙やすり

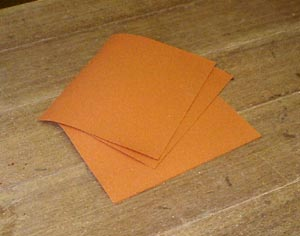
紙やすり。木工用で非・耐水性。

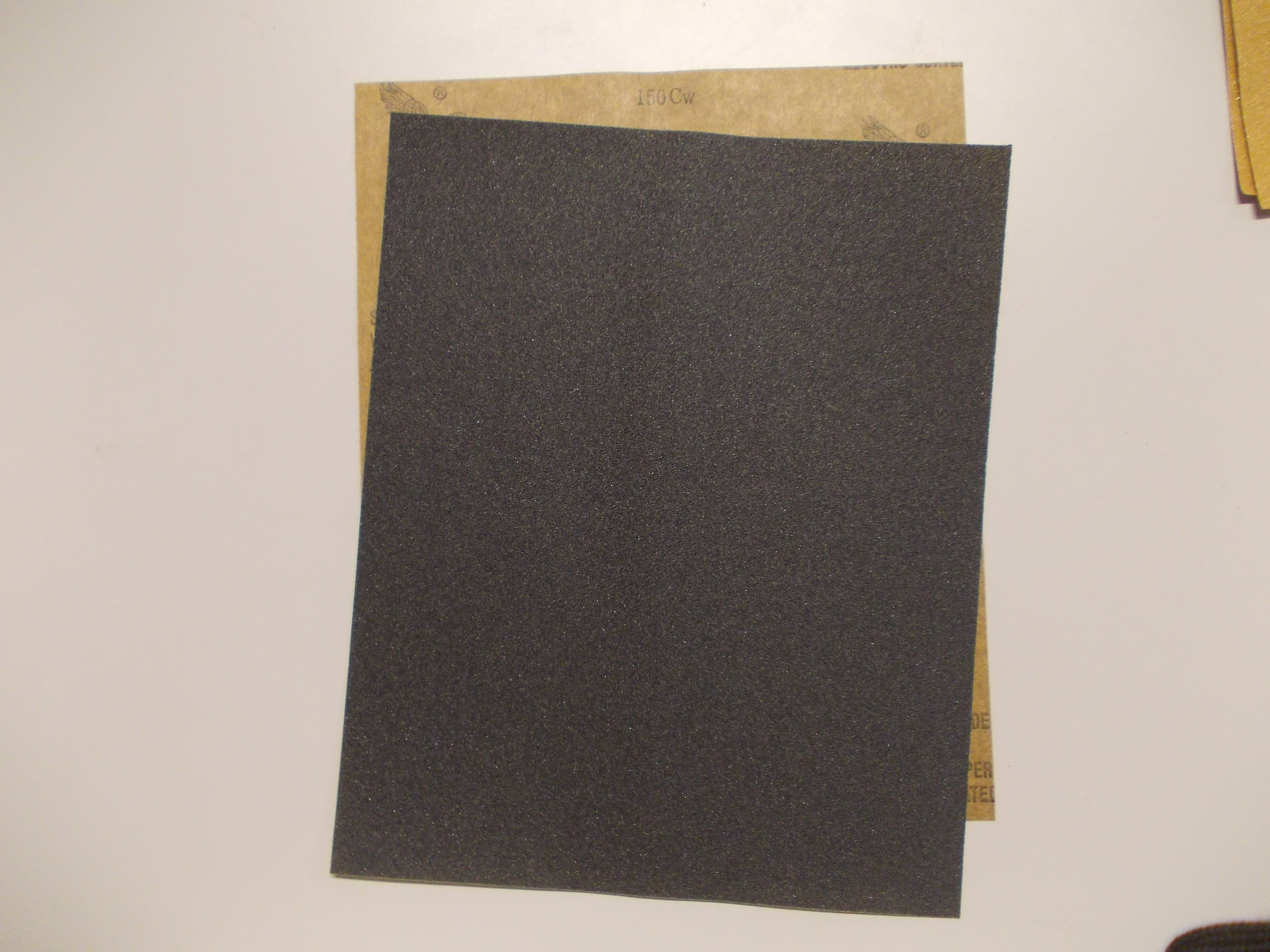
耐水性の紙やすり

紙やすり（かみやすり、英: sandpaper サンドペーパー ）は、砂やガラス質の粒、砥粒、研磨材を塗布した紙であり、研磨加工に用いる紙である。漢字だけで表記する場合は紙鑢。研磨紙(けんまし）とも。

## 概要
紙やすりは、使用する時に必要な大きさに切り取って使うものであり、表面の研磨材が剥落すれば寿命として使い捨てていく消耗品である。
布に研磨材を接着してあるものの方が耐久力があり、目詰まりしても叩けば削り屑を落とせるが、やはり研磨材が剥落した時点が寿命である。
比較的広範囲の研磨に向き、用途としては、素材の表面に付着した錆や不要な塗料などの被膜を削り落とす、或いは広範囲を削って滑らかな曲面を削りだす、曲面の表面を滑らかにさせる、など。
目の粗さ、細やかさを数字で表現して分類されており、研磨材の種類により金属用・木工用・合成樹脂用などに分類されており、耐水性と非・耐水性でも分類されている。
紙やすりは、"やすり"という名称が含まれているもの、主な用途は研削というよりは研磨であり、その意味では砥石に近い。

## 種類
耐水性と非耐水性
耐水性の物と非耐水性のものがある。耐水性のものは耐水ペーパー（Waterproof sandpapers or wet/dry sandpapers）と呼ばれ、研磨対象の表面を濡らした状態のまま研磨することができ、金属の研磨に用いられるものが多い。非耐水性のものは、濡れている対象を磨こうとしてもすぐにボロボロに破れてしまう。木工用などに使用される。布に研磨材を接着してあるものは大抵は耐水性で、また接着剤も強固であるため、電動サンダー（振動する板にやすりを付けた、平坦な面を研磨する工具）など動力工具に取り付けて利用される。
粒度、すなわち目の粗さによる分類
研磨材の粒度によって「目」の粗さが定義され、それを数字で表現し、紙やすりの裏側などにその数字が表記される。数字が小さいものほど目が粗く、数字が大きいものほど目が細かい。たとえば、国際的には文章中では # 60、# 200、# 300... # 800.... #3,000などと表記し、日本ではそうした数字による分類を番手（ばんて）と呼び、60番（ばん）、200番、300番...800番...1500番などと呼び、表記する。
ざっくりと粗目（あらめ）、中目（なかめ）、細目（ほそめ）、極細目（ごくほそめ）と分類することもある。
ざっくりとした分類法と番手の関係、およびそれぞれの主な用途は以下のとおり。
- 粗目 #40～#100 
  - 荒材のサンディング
  - 塗装をはがす作業
  - 材料の荒加工
- 中目 #120～#240
  - 荒材を塗装する場合のサンディング

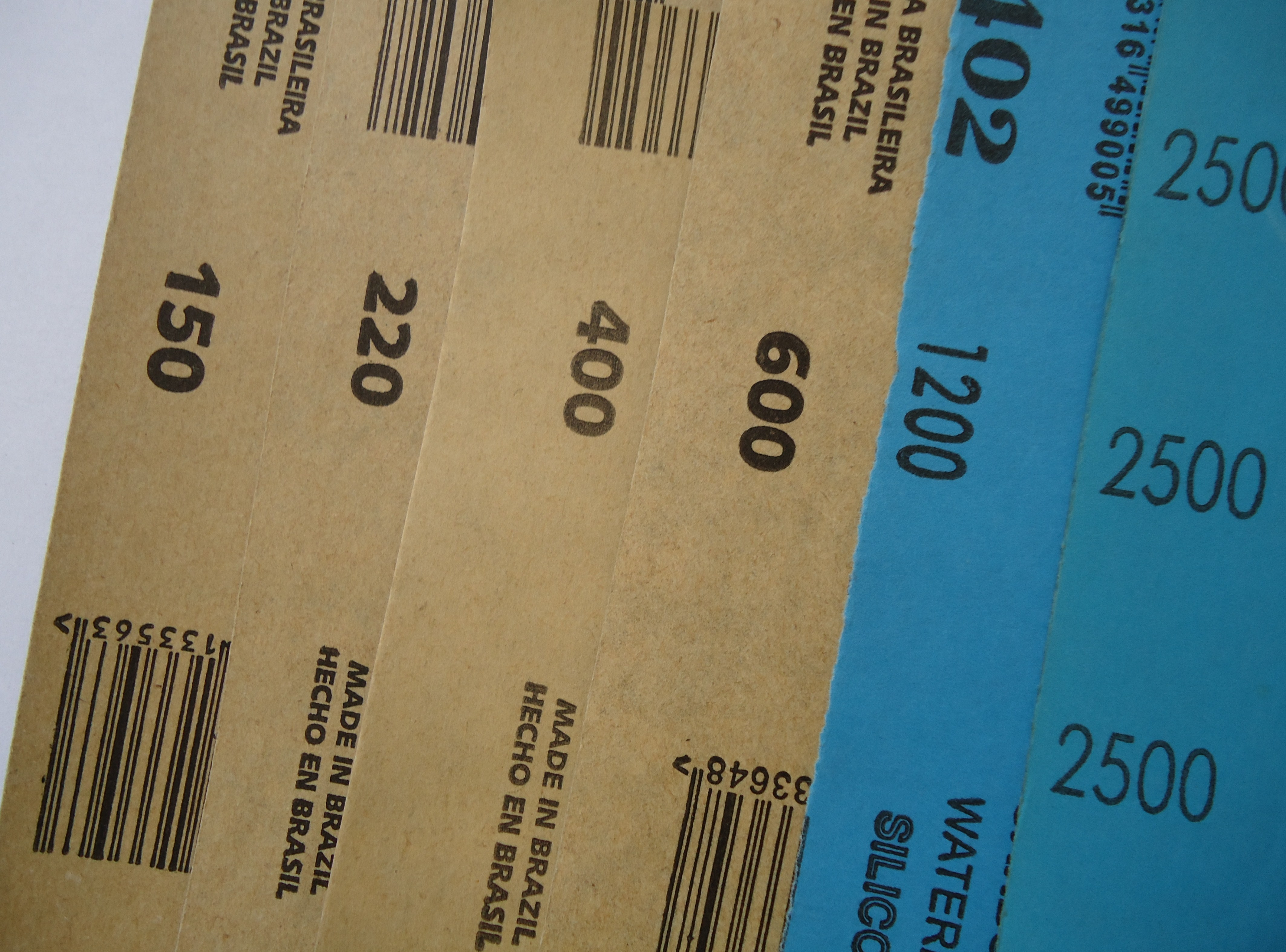
裏面に印字された数字は目の粗さ細やかさを表す番手

  - 凸凹のサビの除去や、鍋などのコゲつきの研磨・除去
- 細目 # 280～#800
  - 塗装前の下地調整（# 280～# 400）
  - 塗り重ねする際の下地調整（# 400～）
- 極細目 	#1000～ 
  - なめらかな仕上がりを重視する水研ぎ
  - 金属、樹脂、石などの表面をピカピカにするための研磨
  - 塗り重ねする際の下地調整
  - 金属汚れ、薄いサビ

用途による分類
上述したように、木工用、金属用、合成樹脂用などと大分類されている。
メッシュ状
なおメッシュ状のものも並べて一緒に販売されていることもある。これは布やすりに分類されることも多いが、こちらは目詰まりが更に少ない。手で叩くことで研磨材の隙間に詰まった加工屑を簡単に取り除くことが出来る。

## 使い方
以下に大まかな利用方法を示す。

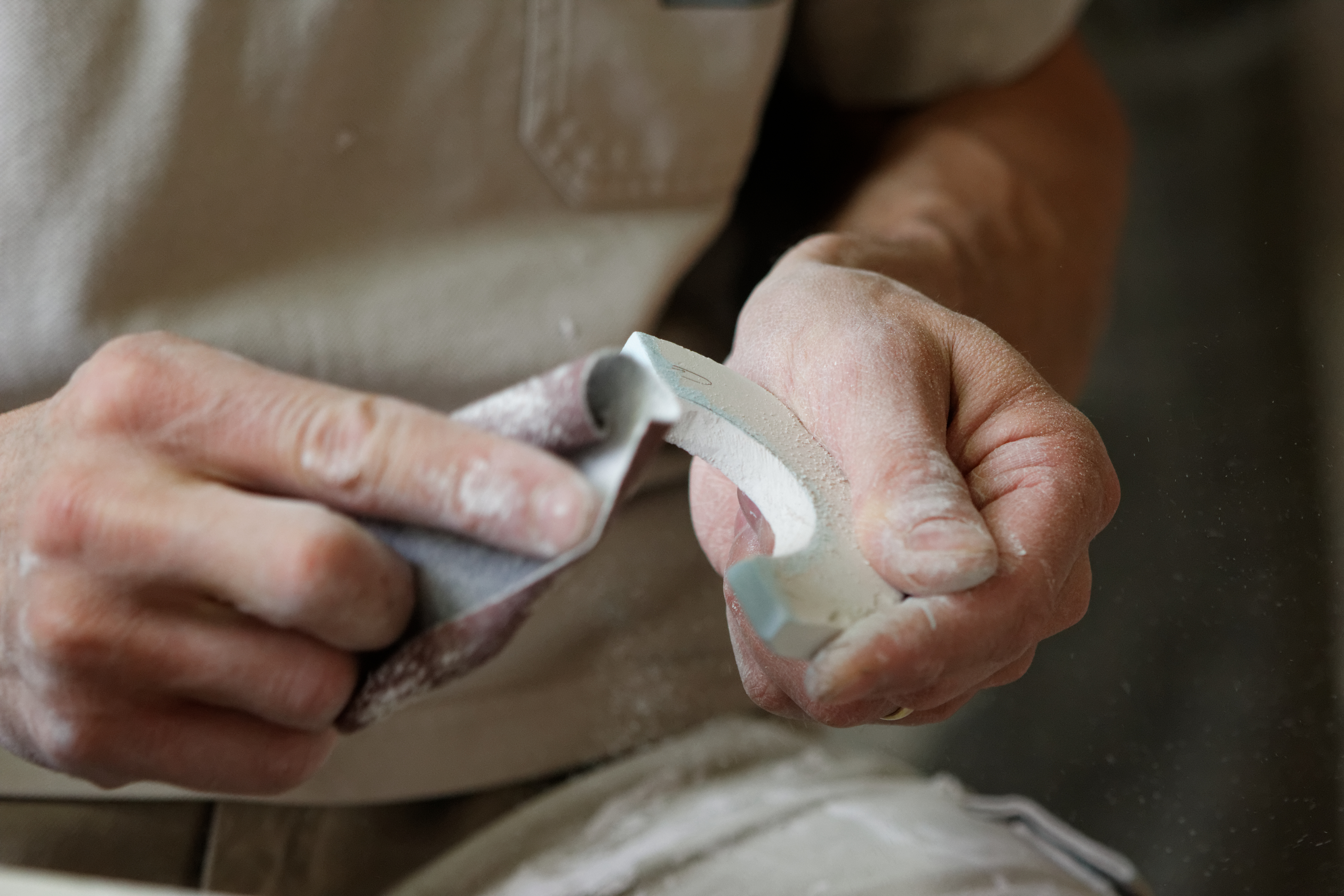
紙やすりを指先で押し付けるようにして研磨しているところ

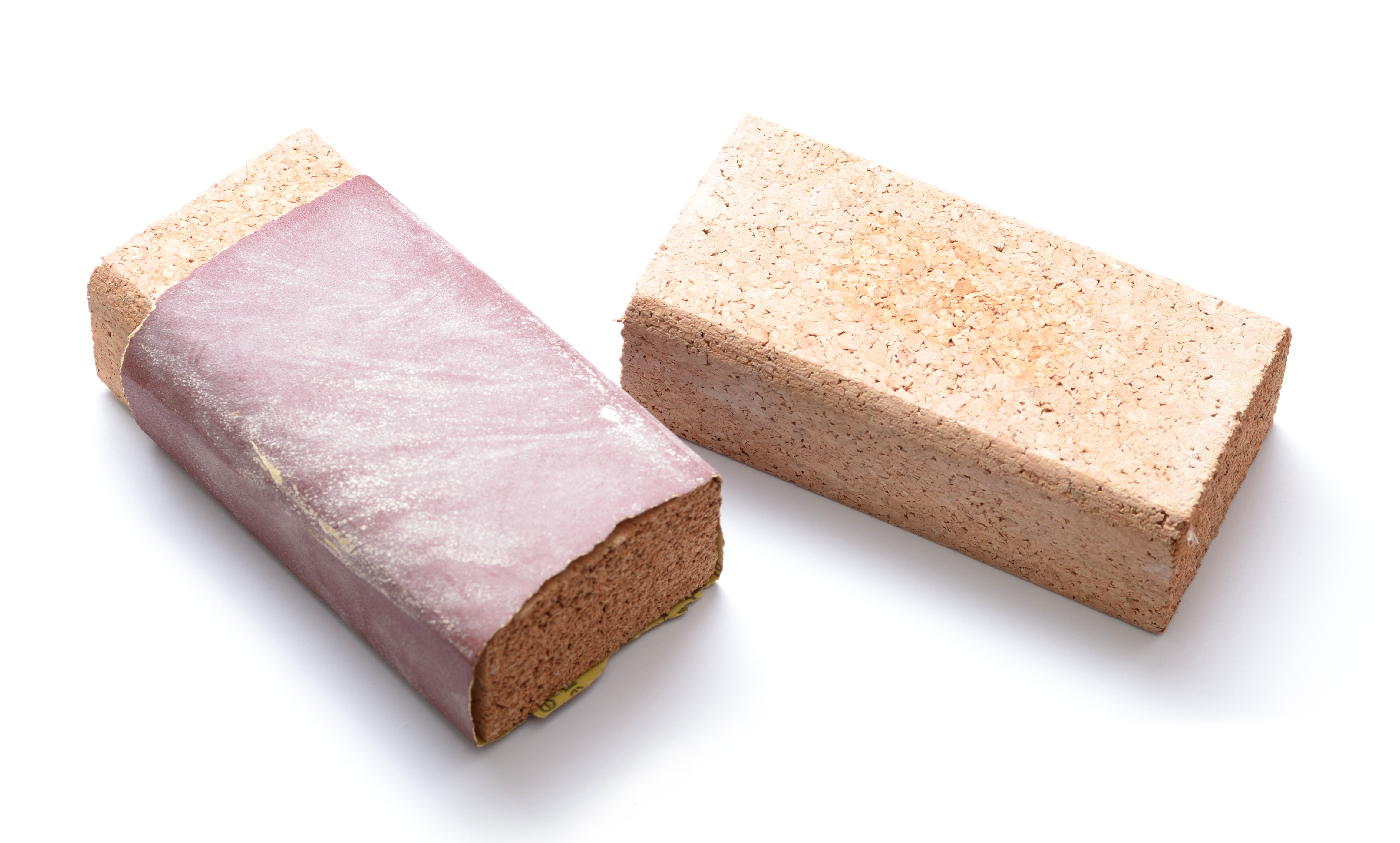
紙やすりをコルク片やゴム片などに巻きつけておいてから研磨する方法も使われる

- 研磨したい対象物の表面に研磨面を押し付けて、こするように用いる。
- あらかじめ平面を設定した台（木片や専用の保持具）に貼り付けて使用することで広い平面性を求めることもできる。
- 細く切って使用することで、工芸や模型作成などのように狭い部分や細かい部分の研磨に用いる。
- 耐水性で目の細かいものは、水や油・グリースなどで潤滑しながら研磨する水研ぎを行うことで、より表面を滑らかに加工できる。補助的に、粉末やペースト状の研磨材（コンパウンド）を利用しても利用可能。
- 電動工具に取り付けて高速で動かすことで、作業効率を向上させることができる。

## その他
- 材料
  - 砥粒（研磨材）
    - ガーネット（ざくろ石）（記号:G） - 主に木工用。赤茶色。
    - 酸化アルミニウム（記号:AA） - 別名コランダム、主に金属用。灰色。
    - 白色アルミナ（記号:WA）
    - 炭化ケイ素（記号:CC） - 別名カーボランダム。自然には、ほぼ存在しない合成品。
    - 緑色炭化ケイ素（記号:GC）

  - 基材 - 紙と布がある。紙の場合、厚み（坪量）でAwt,Cwt,Dwt,Ewt,Fwtなどの種類がある。布の場合は、Jwt、Xwt、Swtなどの種類がある。
  - 接着剤 -  基材に砥粒を接着するのに用いられる。にかわ（記号G）と合成樹脂（記号R）が使われる。接着剤は2層となっており、G/GあるいはR/Rと表示される
  - 乾燥状態でも目詰まりが起きにくいようにするため、金属石鹸等の潤滑剤を含むものもある。
- 規格
  - JIS規格
    - JIS R6251 - 研磨布
    - JIS R6252 - 研磨紙
    - JIS R6253 - 耐水研磨紙

  - ISO規格
    - ISO 3366 - Coated abrasives